# Liste der Naturdenkmäler in Bad Wünnenberg
Die Liste der Naturdenkmäler in Bad Wünnenberg führt die Naturdenkmäler der Stadt Bad Wünnenberg (Nordrhein-Westfalen) auf.
| Nr.       | Bezeichnung                                                      | Lage          | Beschreibung, Bemerkungen | Bild |
| --------- | ---------------------------------------------------------------- | ------------- | --- | ---- |
| WU 01 I   | Esche an der St. Agathastraße                                    | Bleiwäsche    | |      |
| WU 02 I   | Linde an der Kirchstraße                                         | Bleiwäsche    | |      |
| WU 03 I   | 2 Eichen südlich der Bruchstraße                                 | Bleiwäsche    | |      |
| 02 2.3.16 | Massenkalkklippen am Steinbruch Düstertal bei Bleiwäsche         | Bleiwäsche    | |      |
| WU 05 I   | Bergulme an der Poststraße                                       | Fürstenberg   | |      |
| WU 06 I   | Linde Versperther Trift                                          | Fürstenberg   | |      |
| WU 07 I   | Eiche am Klimberg                                                | Fürstenberg   | |      |
| WU 08 I   | Kastanie am Nüllberg                                             | Fürstenberg   | |      |
| 02 2.3.10 | Kastanie am Karbach                                              | Fürstenberg   | |      |
| 02 2.3.9  | 3 Linden am Steinernberg                                         | Fürstenberg   | |      |
| 02 2.3.5  | 2 Linden und 1 Eiche in der Wieleaue                             | Fürstenberg   | |      |
| 83        | 1 Linde „Antoniuslinde“                                          | Fürstenberg ⊙ | |      |
| 84        | 1 Linde                                                          | Fürstenberg   | |      |
| 91        | 1 Linde                                                          | Fürstenberg   | |      |
| 97        | 1 Esche                                                          | Fürstenberg   | |      |
| WU 04 I   | 1 Linde „Klosterlinde“                                           | Fürstenberg ⊙ | |      |
| WU 09 I   | Linde am Sachsbusch                                              | Haaren ⊙      | |      |
| 119       | 1 Linde und Heiligenhäuschen, genannt „Türpans Heiligenhäuschen“ | Haaren ⊙      | |      |
| 120       | 2 Linden und 1 Kastanie                                          | Haaren ⊙      | |      |
| 122       | 1 Linde und Heiligenhäuschen auf Tindeln                         | Haaren ⊙      | |      |
| WU 11 I   | Linde an der Meinolfusstraße                                     | Haaren        | |      |
| WU 12 I   | Linde an der Fürstenberger Straße                                | Haaren ⊙      | |      |
| WU 10 I   | Linde an der Paderborner Straße                                  | Haaren ⊙      | |      |
| 147       | Linde an der Sintfeldhöhenstraße                                 | Helmern ⊙     | „Sturmius-Linde“ auch „Dicke Linde“, oder „Alte Linde“ ist der Wappenbaum des Orts und wird im Dorfwappen dargestellt. Steht südlich des Dorfkerns, vor einem Einzelgehöft. Bildstock mit Statue des Hl. Sturmius als Namensgeber. Die Sommerlinde wurde 1487 gepflanzt und ist rd. 530 Jahre alt. Stammumfang ca. 6 m; Höhe 18 m. |      |
| 152       | 1 Eiche                                                          | Helmern       | |      |
| WU 14 I   | Kastanie an der Hauptstraße                                      | Leiberg       | |      |
| 206       | 3 Linden                                                         | Leiberg       | |      |
| WU 13 I   | 1 Linde Kleine Trift                                             | Leiberg ⊙     | |      |
| WU 15 I   | Linde an der Hauptstraße                                         | Leiberg       | |      |
| WU 16 I   | Linde Schöne Aussicht                                            | Wünnenberg    | |      |